# Homme de Petrálona
L’Homme de Petrálona est le nom donné à un crâne fossile du genre Homo, découvert en 1960 dans la grotte de Petrálona, en Chalcidique (Grèce). Le paléoanthropologue grec Aris Poulianos l'a décrit en 1976 et l'a attribué à l'époque à une nouvelle espèce, Archanthropus europaeus petraloniensis. Il est cependant généralement attribué aujourd'hui à l'espèce Homo heidelbergensis,. Après plus de 12 années de recherches et d'études approfondies, Aris Poulianos a pu dater le fossile d'environ 700 000 ans. Il a fondé en 1971 la Société anthropologique de Grèce. Son fils, Nickos Poulianos, a poursuivi l'étude du fossile après son père.

## Découverte
Découvert en septembre 1960 dans un compartiment de la grotte appelé « le mausolée », le crâne était recouvert de calcite brune qui semble l'avoir enveloppé assez rapidement ; le dépôt aurait commencé dans les mille ans tout au plus après que le crâne s'est retrouvé contre la paroi de la grotte (le crâne ne porte pas de moisissure), et aurait duré au maximum deux mille à trois mille ans - ce qui est montré par la minceur de la couche de calcite, épaisse de seulement 1 à 2 mm et non laminée. Le fossile appartient à un individu mâle d'environ trente ans (quoique Kannellis et Savva pensaient en 1964 qu'il pourrait s'agir d'un individu féminin à cause de la capacité crânienne), et présente une combinaison de traits morphologiques anciens et modernes,.

## Position phylogénétique
Avant sa publication de 1976, Aris Poulianos avait classé l'Homme de Petralona comme Homo erectus,, selon l'usage en vigueur à cette époque.

La majorité des auteurs le classent aujourd'hui parmi les Homo heidelbergensis. Selon Runnels et van Andel, il pourrait être un représentant de la lignée humaine ayant laissé des vestiges lithiques sur les sites du Paléolithique moyen de Thessalie.

## Controverses autour de la datation

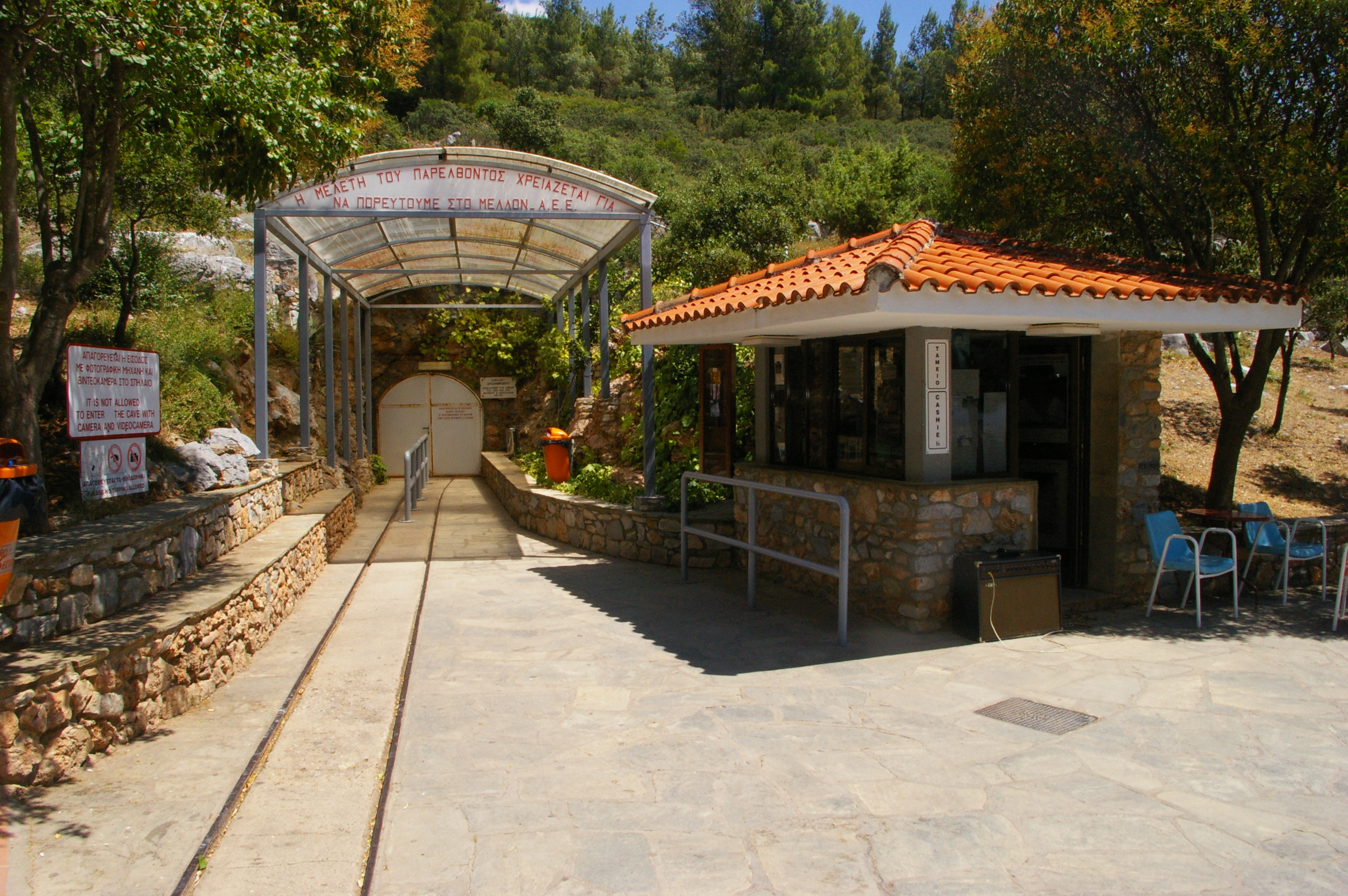
L'entrée de la grotte de Petralona.

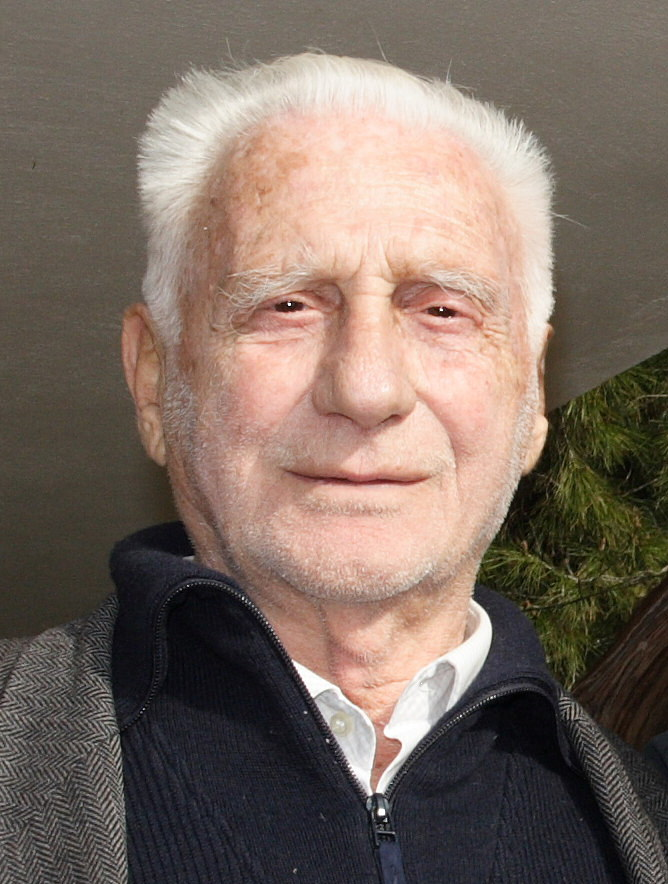
Aris Poulianos.

À cause de la combinaison de traits morphologiques anciens et modernes, la datation du crâne fossile isolé de son contexte est difficile, voire pratiquement impossible. Breitinger et Sickenberg en 1964 lui attribuent seulement 70 000 ans, tout en affirmant que du point de vue anthropologique le crâne est tellement similaire à certaines découvertes réalisées en Afrique qu'il peut être considéré comme le « premier Africain hors d'Afrique ». Le Département de Géologie de l'université de Thessalonique adopte ses conclusions, et suggère de plus que le crâne est arrivé dans la grotte par hasard, et que donc aucune donnée paléontologique ou stratigraphique de son environnement ne peut être prise en compte.
En 1971-1975, Sickenberg réexamine le crâne et les fossiles associés, et s'aligne sur les conclusions d'Aris Poulianos pour une datation d'environ 700 000 ans. L'université, quant à elle, choisit de rester sur une datation plus récente et moins sujette à controverse.
Aris Poulianos, fouillant la grotte à partir de 1965, trouve des preuves d'occupation humaine depuis le début du Pléistocène moyen. C'est seulement après trois ans de fouilles qu'il peut annoncer en 1968 un âge bien antérieur, basé principalement sur les données de l'environnement du crâne. Il lui attribue une date de plus de 700 000 ans,,.
Le crâne et le squelette trouvés en 1960 étaient dans la 11e couche stratigraphique de la grotte, celle contenant le plus d'outils et de traces d'habitation, qu'Aris Poulianos date d'environ 800 000 ans sur la base d'analyses par résonance de spin électronique, de datation par l'uranium-thorium, et surtout de l'analyse de la faune et de la microfaune associées aux fossiles.
Des fouilles plus amples de la grotte révèlent deux squelettes humains datés d'environ 800 000 ans,.
La première description de la faune de la grotte de Petralona, par O. Sickenberg en 1964, amène une datation remontant au Pléistocène supérieur (maximum 130 000 ans). En 1971, Schutt identifie des carnivores du début du Pléistocène moyen (aux environs de 780 000 ans). Sickenberg révise sa datation en accord avec les découvertes de Schutt. Dans les années 1970, de nombreux fossiles de faune sont mis au jour par Aris Poulianos. Leur étude confirme la datation plus ancienne,,. En 1974, Stringer soutient lui aussi une datation antérieure au Pléistocène supérieur.
En 1981, l'équipe de Hennig, Herr, Webert et Xirotiris utilisent la résonance de spin électronique pour dater le fossile entre 160 000 ans et 240 000 ans. Ils ne tiennent pas compte de la faune associée. En 1982, Wintlea et Jacobs critiquent les méthodes employées par Aris Poulianos et remettent eux aussi en cause sa datation.
En réponse à ces critiques et autres datations, Aris Poulianos souligne en 1983 que la microfaune comporte notamment Microtus, Lagurus et Pliomys (une espèce disparue d'Arvicolinae, ou campagnol) ; ceux-ci, avec les fossiles de carnivores présents, confirment une datation du fossile remontant à la fin du Pléistocène inférieur (plus vieux que ne le pensent les précédents). Il note également, en faveur d'une longue occupation de la grotte, que les outils deviennent plus nombreux à partir de la 16e couche.

### Datation par la faune
La succession  des carnivores dans la faune de la grotte, établie par Kurten, est un élément essentiel de la datation de l'homme de Petralona.
En 1983, Kurten analyse 1 000 spécimens de carnivores (morceaux d'os fossilisés) provenant de la grotte. Les carnivores forment une part importante de la faune et comprennent 15 espèces. Leur distribution dans les sédiments de la grotte permet de distinguer trois différentes superpositions dans la faune locale, nommées Crénien, Petralonien, et Thermaecien (de la plus ancienne à la plus récente). Ces trois ensembles sont antérieurs à la fin du Pléistocène moyen, et le crâne d'humanoïde est associé à l'ensemble le plus ancien.
Toutes les espèces de carnivores appartiennent au Pléistocène inférieur (2,588 Ma à 780 000 ans) et moyen (780 000 ans à 126 000 ans).
D'autre part, dans tous les sites d'Europe où il est rencontré, Crocuta crocuta petralonae, ancêtre de la hyène tachetée, n'a pas été daté à moins de 550 000 ans. Or à Petralona il a été trouvé dans la première couche (la plus superficielle). On peut donc en déduire que la grotte s'est scellée il y a plus de 500 000 ans.
Deux espèces de hyènes, Pachycrocuta brevirostris et Pachycrocuta perrieri, sont également significatives. Le P. brevirostris de la grotte vivait pendant la période appelée petralonienne, correspondant à peu près au Pléistocène moyen (780 ka à 130 ka). Kukla a déterminé en 1970 que le P. brevirostris de Stránska Skála en Tchécoslovaquie remonte à environ 700 000 ans. Cela implique que la période petralonienne a commencé plus tôt, et que la fin de la période crénienne, dans laquelle vivait le spécimen, s'approche des 800 000 ans.
Certaines différences entre les trois ensembles concernent des espèces rares (par exemple Panthera pardus, Felis silvestris et Homotherium) et peuvent être dues à des variations d'échantillonnage. Les différences dans la composition des Hyaenidae permettent cependant de poser un diagnostic. Sur cette base, les trois ensembles  peuvent être caractérisés comme suit :
- Crénien (couches géologiques 11 à 27) : association de Hyaena perrieri et de Crocuta crocuta praespelaea. Hyaena perrieri est endémique à l'Europe à l'époque du Pliocène, alors que Crocuta crocuta praespelaea est un immigrant ayant des antécédents en Inde et en Afrique. Les deux espèces sont très courantes dans les dépôts du Crénien supérieur (couches géologiques 11 à 15 ou 16) mais jusqu'alors n'ont pas été trouvées dans les couches du Crénien inférieur (de 17 à 27) pour lesquelles on ne connaît que peu de fossiles. Les couches du Crénien ont permis d'identifier 12 espèces de carnivores.
- Petralonien (couches 2 à 9) : association de Hyaena brevirostris et de Crocuta crocuta praespelaea. Crocuta crocuta persiste sans changement sur tout le Crénien et demeure une espèce fréquemment rencontrée ; Hyaena brevirostris est rare. Il ne reste plus de traces de Hyaena perrieri. Le Petralonien contient 12 espèces de carnivores.
- Thermaecien (surface de la couche 2) : la faune y est comparativement pauvre en fossiles de carnivores, mais en comprend malgré tout 6 espèces. Le seul hyénidé présent est Crocuta crocuta petralonae, une très grosse espèce.

Les herbivores de la grotte (rhinocéros, équidés, bovidés, etc.) confirment l'âge indiqué par les carnivores ; dans certains cas, comme pour les mégacéros, l'âge est encore plus ancien. La microfaune (petits mammifères, rongeurs, oiseaux, reptiles, etc.) est circonscrite dans le Pléistocène inférieur et moyen.
Des analyses de la faune associée à l'homme de Petralona, Kurten déduit qu'il est très improbable que le spécimen soit aussi récent que l'affirment Hennig et al. et autres partisans de leur datation - soulignant le fait que ces derniers s'appuient sur une méthode de datation dont ils disent eux-mêmes qu'elle est peu sûre lorsqu'il s'agit pour eux de mettre en doute les résultats de Poulianos, et faisant abstraction des autres méthodes utilisées par Poulianos. Kurten note enfin que la morphologie du crâne est archaïque et qu'elle est anachronique avec le type de morphologie connu au Pléistocène supérieur.
Bien que la concrétion stalagmitique attachée au crâne du fossile ait été datée à 670 000 ans par les méthodes absolues, il s'agit de tenir compte des inexactitudes inhérentes à ces méthodes et de considérer les datations indiquées de façon si évidente par l'environnement.

### Âge de l'industrie lithique
L'industrie lithique de Petralona fait partie de la plus ancienne d'Europe. Elle inclut des galets taillés de type oldowayen. Les sources principales pour ces outils sont le quartz, la bauxite et le calcaire. Les deux premiers matériaux ne peuvent être trouvés qu'à l'extérieur de la grotte et assez loin de celle-ci. La manufacture des outils montre une très nette amélioration entre les couches les plus anciennes et celles plus récentes - une différenciation qui indique que la grotte a été occupée pendant une très longue période.

### Méthodes de datation absolue
Motoji Ikeya, l'un des pionniers de la méthode de datation par résonance de spin électronique, a appliqué celle-ci à la grotte. Il a d'abord analysé des stalagmites, datant ainsi les stalagmites de la couche la plus récente (en superficie) de 250 000 à 300 000 ans. Il a ensuite daté la 10e couche, celle immédiatement au-dessus du squelette fossile, d'environ 670 000 ans.
Les traces de feu, très nombreuses dans les 23e et 24e couches, remontent à 1 Ma.
La datation par l'uranium-thorium donne aux stalagmites de la 10e couche un âge de plus de 600 000 ans.
La thermoluminescence a été appliquée, mais les résultats manquent de précision ; ils s'étalent de 100 000 à 600 000 ans.
Le paléomagnétisme indique au moins deux positions dites normales du champ magnétique : l'une vers 950 000 ans, et l'autre vers 690 000 ans. Les sols de la grotte ne sont pas très stables magnétiquement, mais une polarité inversée est détectée dans la 11e couche, qui serait donc ancienne d'au moins 780 000 ans.
Toutes ces méthodes confirment un âge d'environ 550 000 ans pour la couche la plus récente, et environ 1 Ma pour la couche la plus ancienne.

## Signification
Le crâne de Petralona daterait donc de plus de 700 000 ans AP (début du Pléistocène moyen sur la base d'analyses multiples : résonance de spin électronique, datation par l'uranium-thorium, environnement stratigraphique, etc.). Il se trouvait dans la couche stratigraphique contenant le plus d'outils et de traces d'habitation. Aris Poulianos relève par ailleurs des traces d'occupation humaine depuis le début du Pléistocène moyen.
De plus amples fouilles de la grotte ont révélé quatre dents isolées du genre Homo, puis deux squelettes humains datés d'environ 800 000 ans, ainsi que des traces de feu. De plus la grotte a livré des outils de pierre et de bois prouvant une présence humaine continue de la plus ancienne couche (environ 750 000 ans) à la plus récente (environ 550.000 ans).
Cette découverte fut la première indiquant que l'Europe était peuplée par l'Homme depuis plus de 500 000 ans, une datation que beaucoup avaient eu du mal à accepter à l'époque car elle remettait en cause le consensus alors établi selon lequel le peuplement de l'Europe avait commencé il y a seulement 200 000 à 300 000 ans. Depuis, de nombreuses découvertes sont venues confirmer et amplifier cette ancienneté.